# Istituto Kinsey
L'Istituto Kinsey per le ricerche su sesso, genere e riproduzione (The Kinsey Institute for Research in Sex, Gender and Reproduction) è un istituto che promuove la ricerca interdisciplinare nel campo della sessualità umana, del genere e della riproduzione. L'Istituto fu fondato col nome di Institute for Sex Research presso l'Indiana University a Bloomington, Indiana, nel 1947, dal professor Alfred Kinsey, allora entomologo e zoologo nella stessa Università. L'obiettivo originario dell'Istituto era quello di studiare la sessualità umana e il comportamento sessuale degli esseri umani. Nel 1948 e nel 1953 l'Istituto pubblicò due monografie, ora generalmente conosciute come Rapporto Kinsey. Da quel momento Kinsey, il suo Istituto e i due rapporti sono stati al centro di numerose controversie e polemiche. 
Fra le funzioni dell'Istituto c'è quella di preservare i materiali di prova del Rapporto Kinsey e delle pubblicazioni basate su di esso, rendendole disponibili al pubblico per nuove ricerche, oltre a mantenerne la confidenzialità.